# Emanuel Aiwu
Emanuel Aiwu (25 december 2000) is een Oostenrijks-Nigeriaans voetballer die doorgaans als vleugelverdediger speelt. In 2022 maakte hij de overstap van Rapid Wien naar US Cremonese.

## Clubcarrière
Aiwu begon zijn carrière bij de jeugd van SKN Sankt Pölten. In 2013 zette hij de stap naar de jeugd van Admira Wacker alwaar hij in januari 2018 de overstap naar het eerste elftal maakte. Op 5 mei 2018 maakte hij zijn debuut in de Bundesliga. In het Ernst Happelstadion tegen Rapid Wien bleef het een doelpuntenloos gelijkspel. Aiwu speelde de volledige wedstrijd. Op 2 augustus 2018 maakte Aiwu zijn Europees debuut in de kwalificatiewedstrijd van de Europa League tegen CSKA Sofia. De thuiswedstrijd werd met 1–3 verloren. Aiwu speelde de eerste helft en tijdens de rust vervangen door Bjarne Thoelke. In augustus 2021 maakte hij voor €750.000,- de overstap naar Rapid Wien. Na een seizoen transfereerde Aiwu voor €3,5 miljoen naar het naar de Serie A gepromoveerde US Cremonese.

## Clubstatistieken
| Seizoen     | Club          | Competitie  | Competitie | Competitie | Beker | Beker | Internationaal | Internationaal | Totaal | Totaal |
| Seizoen     | Club          | Competitie  | Wed.       | Dlp.       | Wed.  | Dlp.  | Wed.           | Dlp.           | Wed.   | Dlp.   |
| ----------- | ------------- | ----------- | ---------- | ---------- | ----- | ----- | -------------- | -------------- | ------ | ------ |
| 2017/18     | Admira Wacker | Bundesliga  | 3          | 0          | —     | —     | —              | —              | 3      | 0      |
| 2018/19     | Admira Wacker | Bundesliga  | 7          | 0          | 1     | 0     | 1              | 0              | 9      | 0      |
| Club totaal | Club totaal   | Club totaal | 10         | 0          | 1     | 0     | 1              | 0              | 12     | 0      |

Bijgewerkt op 25 januari 2019

## Interlandcarrière
Aiwu doorliep verschillende jeugdploegen van het nationale elftal.
2 Laird ·
3 Buchanan ·
4 Klarer ·
5 Sanderson ·
6 Bielik  ·
7 Hansson ·
9 May ·
10 Jutkiewicz ·
11 Wright ·
12 Leonard ·
13 Paik ·
14 Anderson ·
15 Chang ·
17 Dykes ·
18 Willumsson ·
19 Gardner-Hickman ·
20 Cochrane ·
21 Allsop ·
23 Sampsted ·
24 Iwata ·
25 B. Davies ·
26 Harris ·
27 Khela ·
28 Stansfield ·
33 Yokoyama ·
45 Peacock-Farrell ·
48 Mayo ·
Coach: C. Davies
· Assistent-coach: Petty
· Assistent-coach: Gardiner
· Assistent-coach: Huddlestone